# Ильин, Всеволод Сергеевич
Ильин, Всеволод Сергеевич (4 [16] мая 1888, Москва — 18 ноября 1930, Москва) — русский и советский гидрогеолог, один из организаторов первых гидрогеологических научно-исследовательских учреждений в СССР. Профессор, декан геологического факультета МГУ, автор теории зональности грунтовых вод.

## Биография
Родился в Москве 16 мая 1888 года.
В 1906 году окончил 4-ю Московскую гимназию и поступил на естественное отделение физико-математического факультета Императорского Московского университета. Окончил университет в 1910 году и был оставлен при кафедре геологии, возглавляемой А. П. Павловым, для подготовки к профессорскому званию.
Преподавал географию в частной гимназии Попова, позднее в частной гимназии Бот. Увлекся преподаванием и в 1913 году закончил «Методические курсы» при Московском учебном округе.
Ежегодно вёл полевые геологические исследования:
- 1910 — в экспедиции профессора Ю. М. Шокальского на западе России
- 1911 — проводил изыскания вдоль Самаро-Златоустовской железной дороги
- 1912 — исследовал железные руды в Нижегородской губернии
- 1913 — изучал хотьковские опоки и открыл новый вид озёрных отложений.

В марте 1913 года зачислен ассистентом на кафедру минералогии, в августе — ассистентом на кафедру геологии, где он вёл занятия по курсу «Введение в геологию». В 1915—1917 гг. был приглашён земскими организациями для проведения геологического исследования Бессарабии, написал по итогам большую работу, которая была утрачена при оккупации региона. В 1917 г. был призван на воинскую службу, вернулся на работу в Московский университет в мае 1919 г.

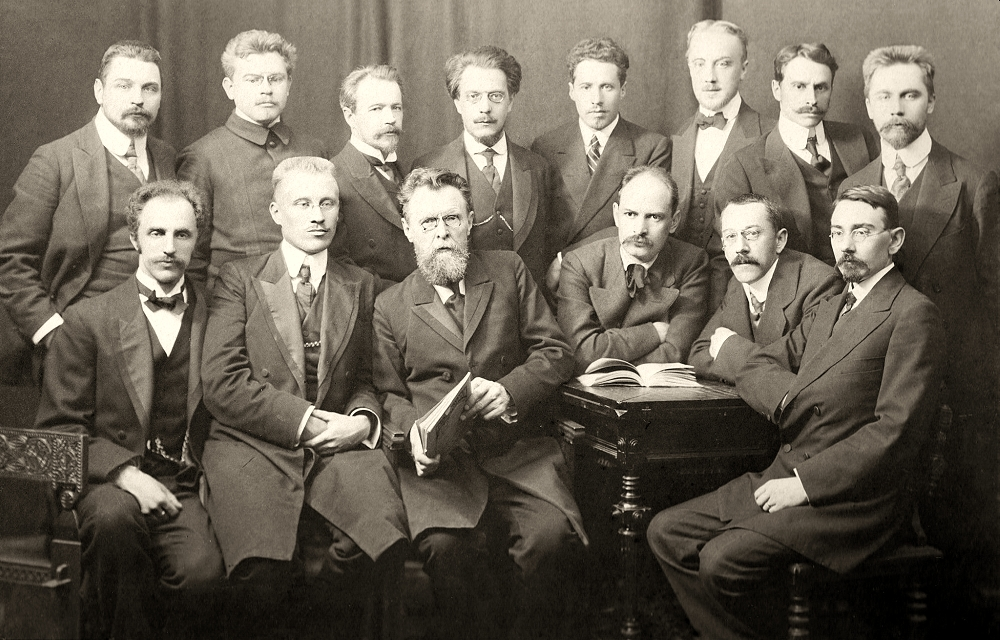
А. П. Павлов с учениками

В 1918 году при Наркомземе РСФСР организовал научно-исследовательский аппарат — Гидрочасть, в дальнейшем реорганизованную в Гидрогеологический отдел Управления мелиорации земель. С 1920 по 1924 г., работая в отделе мелиорации Наркомзема СССР, был организатором и участником многих экспедиций по изучению гидрогеологии с целью водоснабжения, мелиорации, ирригации, борьбы с оползнями на западе страны, в Поволжье, в Крыму и на Северном Кавказе, в Западной Сибири и Средней Азии.
В 1922 году сделал первые широкие региональные обобщения, охватившие исследования грунтовых вод Европейской части СССР. К Всесоюзной сельскохозяйственной выставке (ВСХВ) особой комиссией гидрогеологов под руководством B.C. Ильина были составлены: «Карта исследованности Европейской части СССР в гидрогеологическом отношении», «Схематическая карта грунтовых вод Европейской части СССР» (премирована на ВСХВ в 1923 г.) и «Карта грунтовых вод Центральной промышленной области». Первая карта была опубликована в 1929 г., вторая вышла в свет в 1930 г. в 19-м томе БСЭ и затем неоднократно переиздавалась.
В 1923 году впервые изложил свою теорию зональности грунтовых вод, в которой творчески обосновал и развил идеи В. В. Докучаева о зональности в природе. Впоследствии учение B.C. Ильина о зональных закономерностях грунтовых вод легло в основу всех учебных пособий по гидрогеологии.
В 1925 году организовал при Институте прикладной минералогии «Бюро подземных вод», откуда в виде сектора гидрогеологии и инженерной геологии оно перешло в Государственный институт сооружений. В этом секторе B.C. Ильин собрал молодых учеников своей школы гидрогеологов и был их научным руководителем до конца жизни. Проводил работы по изучению оползней Крыма и гидрогеологические исследования в целях ирригации Заволжья, работал над водоснабжением Донбасса и заслужил высокую оценку на 1-м Всесоюзном гидрогеологическом съезде.
Под руководством В. С. Ильина проводились гидрогеологические исследования под строительство оросительного канала р. Амударьи, для орошения заволжской части Саратовской губ., в Приазовских плавнях для проекта мелиорации, на Кавказе в районах проектируемых гидроэлектростанций и др.
Был создателем самого крупного гидрогеологического научно-исследовательского института — Института инженерной гидрогеологии и гидротехники («Гидротехгео»), получившего самостоятельный статус в 1931 г., уже после его смерти.
В последние годы жизни активно участвовал в создании Всесоюзного гидрогеологического общества.
Скоропостижно скончался в 1930 году в возрасте 42 лет.

## Научная и педагогическая деятельность
Научная работа B.C. Ильина развивалась преимущественно в двух направлениях: региональная гидрогеология и теоретическая гидрогеология. В первом направлении самым крупным опубликованным его трудом были «Грунтовые воды Центральной промышленной области» (1925). В области теоретической гидрогеологии он отошёл от общепринятых в то время взглядов на классификацию подземных вод и изложил свои идеи в статьях «Гидрогеология» (1929) и «Грунтовые воды» (1930), опубликованных в Большой Советской Энциклопедии.
С 1923 г. доцент Московского университета, с 1929 г. доцент Московской горной академии. В МГА читал курс «Подземные воды СССР» и заведовал кафедрой гидрогеологии, а в Московском университете по его инициативе была введена специальность «гидрогеология». В 1930 г. во время реформы высшего технического образования активно способствовал слиянию геологоразведочного факультета МГА с геологическим факультетом Московского университета (где с 1929 г. был деканом) и организации Московского геологоразведочного института (МГРИ), в котором стал профессором и заведующим гидрогеологическим отделением.